# Дизентерия
Дизентери́я (др.-греч. δυσεντερία ← δυσ- «плохой» + ἔντερον «кишечник») — обобщающий термин для обозначения ряда инфекционных заболеваний, характеризующихся тяжёлой диареей с кровавым стулом в сопровождении с коликами, тошнотой и рвотой. Кровь и слизь в стуле являются признаком поражения слизистой оболочки кишечника патогеном или выделяемым им токсином.
Дизентерия издавна известна как «служанка войн», поскольку эпидемии дизентерии сопровождали многие войны с древних времён, иногда приводя к бо́льшему числу жертв, чем непосредственные боевые действия.
Обычно в литературе, в том числе медицинской, под термином «дизентерия» рассматривается шигеллёз, амёбиаз рассматривается как «амёбная дизентерия».

## Эпидемиология

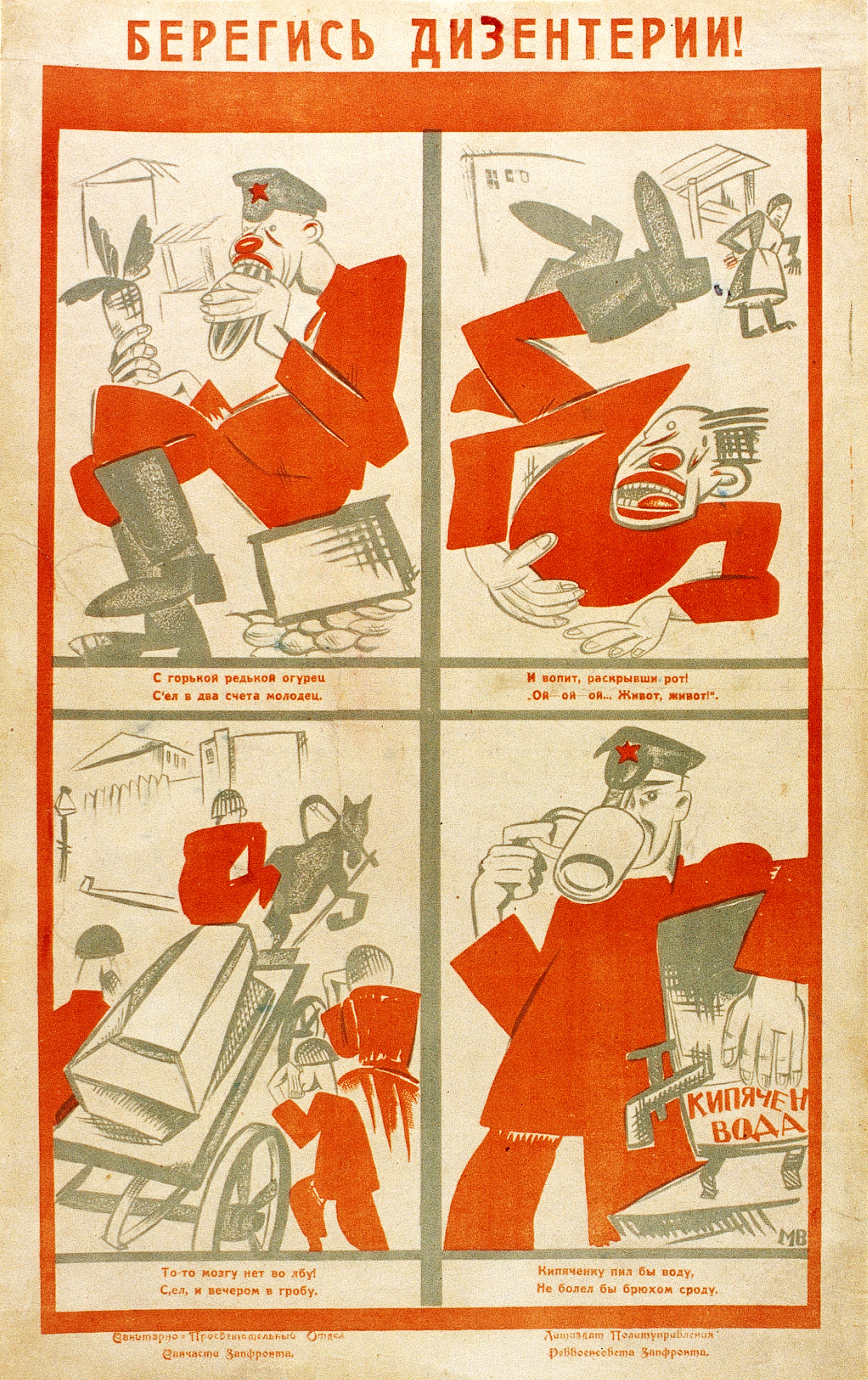
Советский плакат 1920-х годов

Заболеваемость дизентерией в мире плохо поддаётся учёту из-за недоступности квалифицированной медицинской помощи, но по оценке ВОЗ в 2000-е годы ежегодно происходило не менее 80 миллионов случаев заболевания шигеллёзами, по крайней мере 700 000 из них со смертельным исходом. Амёбиазом заражалось около 50 миллионов человек в год, из них около 50 000 со смертельным исходом.

## Этиология
Различают бактериальную дизентерию, вызываемую бактериями рода Shigella; и амёбную дизентерию, возбудителем которой является дизентерийная амёба. Эти заболевания имеют сходную клиническую картину и нередко встречаются в сочетании.

## Дифференциальная диагностика
Для назначения специфического лечения требуется дифференциальная диагностика бактериальной и амёбной дизентерии. Кроме того необходимо дифференцировать дизентерию от других заболеваний: сальмонеллёза, холеры, балантидиаза, вирусной диареи, туберкулёзного энтероколита, неспецифического язвенного колита, острого аппендицита, новообразований толстого кишечника, кишечной непроходимости, тромбоза мезентериальных сосудов; а также от отравлений, в частности, грибами и тяжёлыми металлами.

## История
Эпидемии дизентерии известны человечеству ещё с древних времён. Ещё первая книга Самуила Ветхого Завета содержит описание заболевания с кишечными проявлениями, которое поразило филистимлян после их победы над евреями в 1141 году до н. э., в качестве одной из альтернативных интерпретаций описанного заболевания современными учёными значится эпидемическая дизентерия.  Впервые же термин «дизентерия» был введён Гиппократом для описания заболевания, при котором наблюдаются частый стул с кроваво-слизистыми выделениями и тенезмы (потуги), что не сильно отличается от современного клинического определения дизентерии.
Эпидемии дизентерии сопровождали многие военные кампании, поражая солдат, часто выводя их из строя и приводя к их гибели в большем количестве, нежели непосредственные военные действия. Об эпидемиях дизентерии во время военных кампаний известно ещё с Древней Греции. Во время Гражданской войны в США примерно каждая четвёртая смерть была из-за дизентерии. Наряду с гриппом и брюшным тифом дизентерия играла важную роль в Первой мировой войне, в ходе которой у солдат были плохие санитарные условия, и инфекция передавалась фекально-оральным путём или через заражённую еду и воду. Дизентерия часто упоминается как основная причина поражения в Дарданелльской операции. Во Второй мировой войне смертность от дизентерии значительно снизилась, чему поспособствовали также антибиотики, в частности, сульфаниламиды. Тем не менее, примерно от 40 % до 50 % немецких и итальянских частей были поражены дизентерией. Дизентерия в значимой степени поражала в основном те войска, где гигиена продолжала оставаться на низком уровне.
В XX веке улучшились санитарно-бытовые и жилищные условия жизни, в результате чего заболеваемость дизентерией среди гражданского населения снизилась.